# Совето

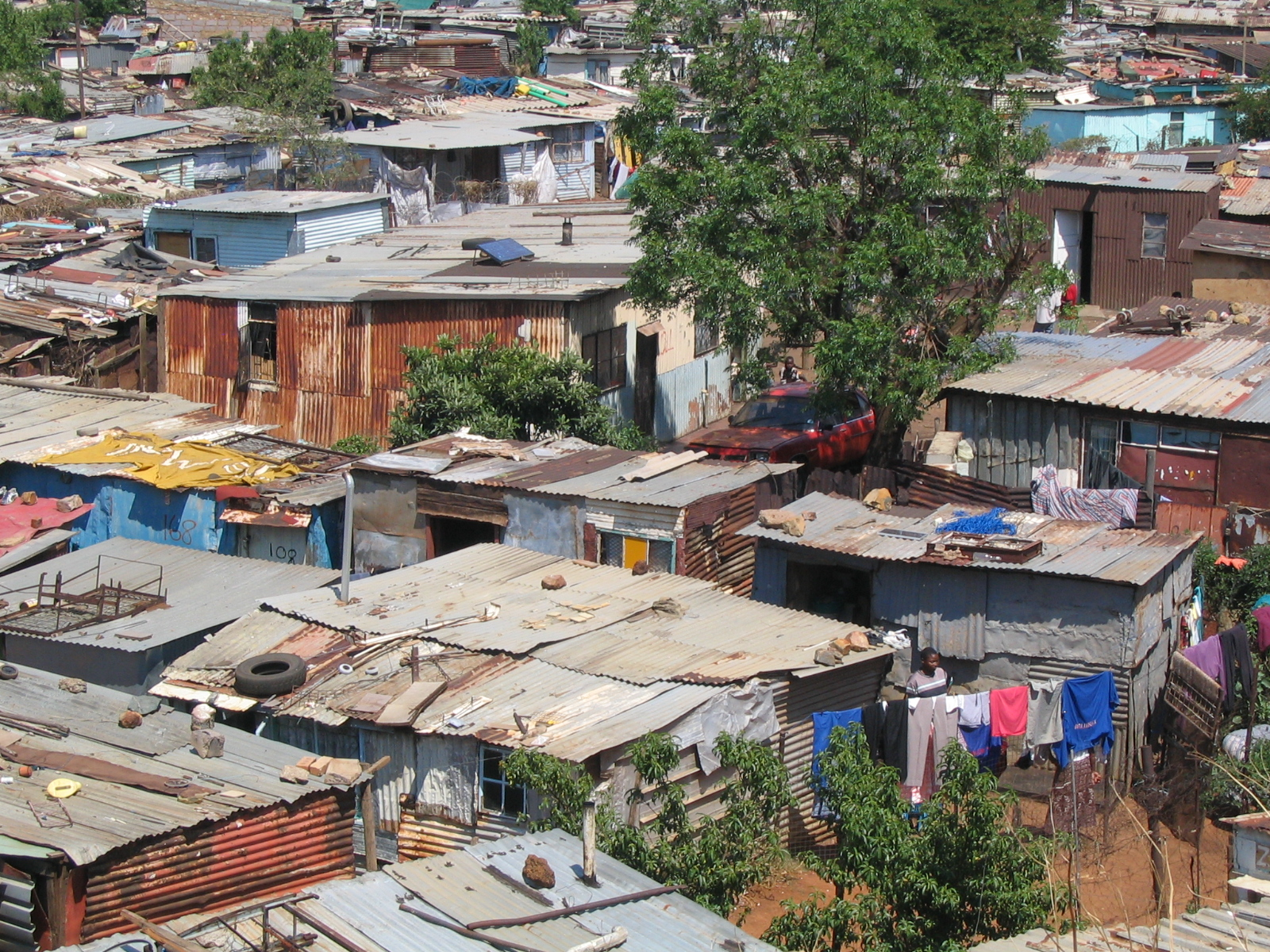
Совето

Совето (англ. Soweto, абревіатура від South Western Townships) — найбільша з околиць Йоганнесбурга, ПАР, розміщена на південний захід від нього. За часів апартеїду — місце для примусового проживання африканського населення. Основне будівництво в Совето, що створювалася на місці колишніх розрізнених селищ (Пімвіл, Орландо), йшло в 1950-1960-х роках. У нього були насильно переселені жителі селищ західної частини Йоганнесбурга. 2002 року приєднаний до муніципалітету міського округу Йоганнесбурга як передмістя.

## Історія
Незалежно від соціального та економічного становища всі жителі Совето піддавалися расовій дискримінації і строгому контролю з боку влади і поліції. В 1973 році Совето був вилучений з-під контролю муніципалітету Йоганнесбурга і переданий у відання урядового органу — Адміністративного бюро Вестранда з обширним апаратом білих чиновників і поліції. Був також маріонетковий орган місцевого самоврядування — «міська рада», якій протистояла неофіційна опозиційна «Громадянська асоціація» («Комітет десяти») з мережею селищних асоціацій. Рівень життя в Совето трохи вищий, ніж в середньому по країні, проте більшість жителів живуть гірше офіційного рівня бідності. Високий рівень безробіття. Смертність серед африканського населення в 3 рази перевищує таку серед білого населення Йоганнесбурга.

## Повстання
Після розстрілу демонстрації учнів (1976), які протестували проти введення навчання мовою африкаанс, почалося повстання проти всієї системи апартеїду й панування білого населення, яке охопило практично всі верстви населення Совето і було підтримане в інших районах і містах ПАР. Кульмінацією повстання були загальні політичні страйки в серпні-листопаді 1976 року. Тільки за офіційними (заниженими) даними, з 16 червня 1976 по 28 лютого 1977 рр. в ході повстання загинуло в результаті поліцейських розстрілів 575 осіб, заарештовано близько 6000 осіб. Повстання стало початком нового етапу визвольної боротьби, очолюваної АНК.

## Географія і демографія
Площа — 90 км². Населення 1,8 млн осіб (1983), 900 тис. осіб (2001).
| Клімат Совето             | Клімат Совето | Клімат Совето | Клімат Совето | Клімат Совето | Клімат Совето | Клімат Совето | Клімат Совето | Клімат Совето | Клімат Совето | Клімат Совето | Клімат Совето | Клімат Совето | Клімат Совето |
| Показник                  | Січ.          | Лют.          | Бер.          | Квіт.         | Трав.         | Черв.         | Лип.          | Серп.         | Вер.          | Жовт.         | Лист.         | Груд.         |               |
| Середній максимум, °C     | 26,4          | 25,8          | 24,7          | 22,1          | 19,6          | 16,9          | 17,3          | 20,3          | 23,4          | 25            | 25,3          | 26,1          |               |
| Середня температура, °C   | 20,4          | 19,8          | 18,5          | 15,5          | 12,1          | 9             | 9,2           | 12,1          | 15,7          | 18            | 19            | 19,9          |               |
| Середній мінімум, °C      | 14,4          | 13,9          | 12,3          | 8,9           | 4,6           | 1,2           | 1,2           | 4             | 8             | 11            | 12,7          | 13,7          |               |
| Норма опадів, мм          | 136           | 101           | 84            | 63            | 20            | 8             | 7             | 7             | 24            | 73            | 112           | 115           |               |
| ------------------------- | ------------- | ------------- | ------------- | ------------- | ------------- | ------------- | ------------- | ------------- | ------------- | ------------- | ------------- | ------------- | ------------- |
| Джерело: Climate-Data.org |               |               |               |               |               |               |               |               |               |               |               |               |               |

Основну частину населення складають чорношкірі. Попри те, що офіційно вони вважаються носіями мов зулу і сесото, в побутовому спілкуванні ці дві мови витіснила іскамто (застаріла назва «цоціталь») — креольська мова кримінального походження. Така мовна ситуація є унікальною для Совето і ряду інших тауншипів Гаутенга.